# Гавашелі Георгій Григорійович
Георгій Григорійович Гавашелі (груз. გიორგი გავაშელი, рос. Георгий Григорьевич Гавашели, нар. 13 лютого 1947, Гагра — пом. 25 грудня 1997, Уренгой) — радянський футболіст, що грав на позиції півзахисника.
Виступав, зокрема, за клуб «Динамо» (Тбілісі).

## Ігрова кар'єра
У дорослому футболі дебютував 1966 року виступами за команду клубу «Локомотив» (Тбілісі), в якій провів два сезони, взявши участь у 56 матчах чемпіонату. 
У 1967 році перейшов до клубу «Динамо» (Тбілісі), за який відіграв 8 сезонів. Більшість часу, проведеного у складі тбіліського «Динамо», був основним гравцем команди. Завершив професійну кар'єру футболіста виступами за команду «Динамо» (Тбілісі) у 1975 році.
Помер 25 грудня 1997 року на 51-му році життя у місті Уренгой.

## Титули і досягнення
- Третій призер чемпіонату СРСР (3): 1969, 1971, 1972
- Фіналіст кубка СРСР (1): 1970
- Найкращий бомбардир чемпіонату СРСР 1968 (22 м'ячі)